# Daimonis
Els daimonis són éssers creats per Philip Pullman en la seva obra, la trilogia de La matèria fosca.
En un dels mons paral·lel on la història té lloc, els éssers humans tenen ànimes substancials separades del cos, que adopten la forma d'animals, normalment del sexe oposat al seu propietari.
Durant la infantesa els daimonis poden canviar de forma, però quan s'arriba a l'adolescència adopten una forma definitiva, en la que se senten identificats. Segons alguns científics del llibre aquest procés té alguna relació amb l'acumulació de Pols en els adults que els nens no tenen.
Els daimonis són fortament lligats als seus amos, fins al punt que només es poden separar curtes distàncies. Quan a una persona li és tallat artificialment aquest vincle, esdevé un ésser sense esperit, semblant a un zombi.
No obstant això, les bruixes tenen la capacitat d'allunyar-se indefinidament del seu daimoni després d'un ritual que consisteix a traslladar-se a un univers paral·lel, deixant enrere al seu daimoni. Per algun motiu el vincle canvia i se'n poden separar.
Quan una persona mor el seu daimoni s'esvaeix per sempre.
La paraula emprada a la versió anglesa dels llibres és dæmon, referència directa a la mitologia grega, on el dæmon (Δαίμων) és un terme emprat per referir-se a diferents realitats que comparteixen trets fonamentals amb éssers que altres tradicions anomenen àngels i dimonis.
Sòcrates deia que es deixava orientar pel seu dæmon, ho anomenava «la veu profètica dins meu, que prové d'un poder superior», o també «senyal de Déu». És la veu de la interioritat que li advertia quan cometia errors però mai li va dir que fer o el va pressionar a no fer el pas següent. Va sostenir que tothom té un dæmon interior.
El concepte dels daimonis recorda les Fylgjas de la mitologia nòrdica.